# Assa von Kram

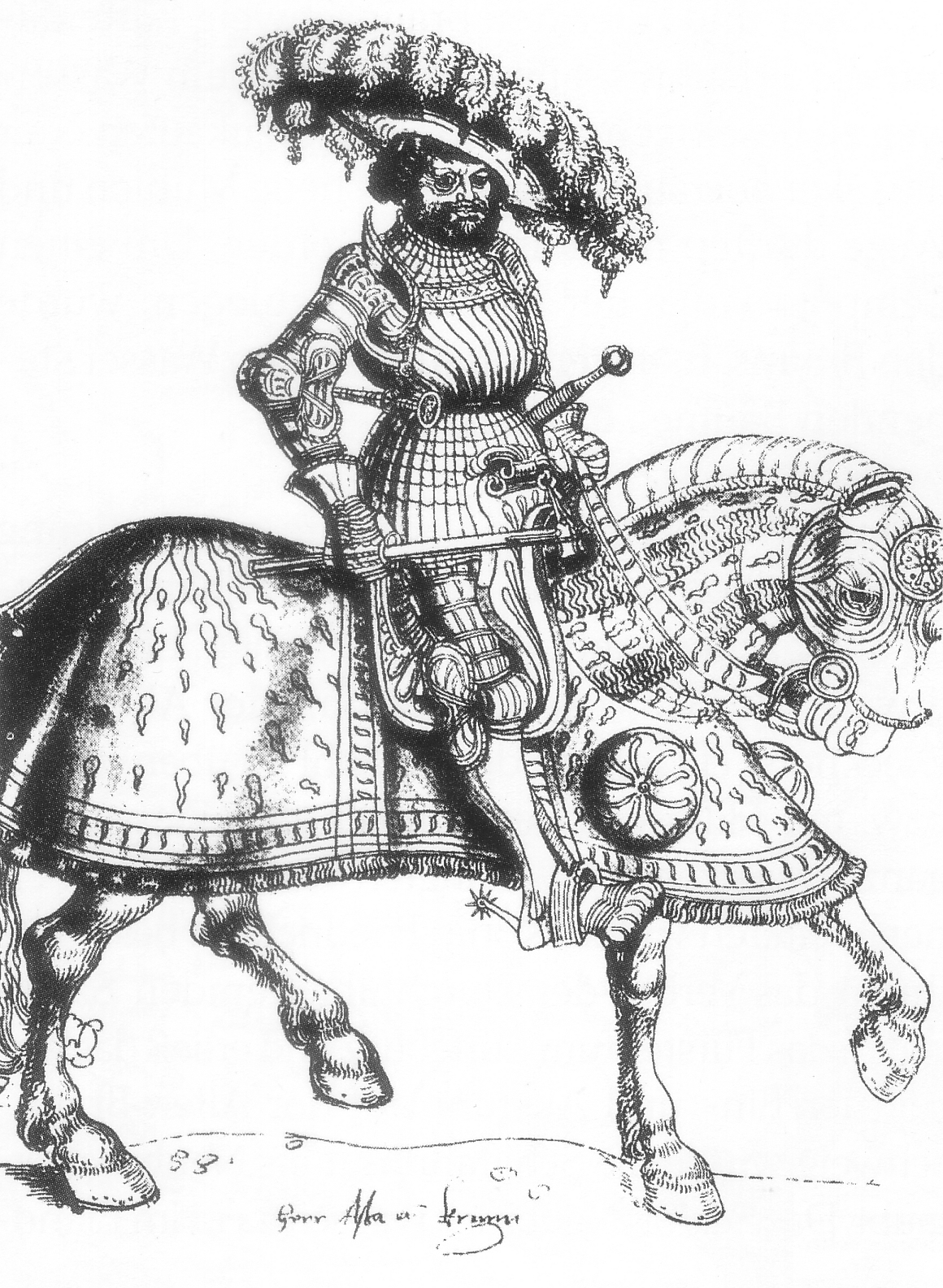
Assa von Kram

Assa von Kram, (* por volta de 1480, † junho de 1528 em Chur na Suíça) foi um líder mercenário e herói de guerra da reforma protestante, coronel de campo do Eleitor João da Saxônia e amigo de Martinho Lutero. Por sugestão dele, Lutero escreveu o tratado de 1526 “Outros guerreiros também podem estar em estado de êxtase”. Ele ganhou fama particular por sua bravura na batalha, mas também por sua boa índole e piedade.